# ジイソプロピルフルオロホスファターゼ
ジイソプロピルフルオロホスファターゼ(Diisopropyl-fluorophosphatase、EC 3.1.8.2)は、以下の化学反応を触媒する酵素である。
ジイソプロピルフルオロリン酸 + 水{\displaystyle \rightleftharpoons }ジイソプロピルリン酸 + フッ化物
従って、この酵素の基質はジイソプロピルフルオロリン酸と水の2つ、生成物はジイソプロピルリン酸とフッ化物の2つである。
この酵素は加水分解酵素、特にリン酸トリエステルに分類される。系統名は、ジイソプロピルフルオロリン酸 フルオロヒドロラーゼ ((13E)-ラブダ-7,13-ジエン-15-オール形成)(diisopropyl-fluorophosphate fluorohydrolase)である。他に、DFPase、tabunase、somanase、organophosphorus acid anhydrolase、organophosphate acid anhydrase、OPA anhydrase、diisopropylphosphofluoridase、dialkylfluorophosphatase、diisopropyl phosphorofluoridate hydrolase、isopropylphosphorofluoridase、diisopropylfluorophosphonate dehalogenase等と呼ばれる。補因子として二価陽イオンを必要とする。少なくとも1つのキレートはこの酵素の酵素阻害剤となることが知られている。

## 構造
2007年末時点で、16個の構造が解明されている。蛋白質構造データバンクのコードは、1E1A、1PJX、2GVU、2GVV、2GVW、2GVX、2IAO、2IAP、2IAQ、2IAR、2IAS、2IAT、2IAU、2IAV、2IAW及び2IAXである。